# Doliwy (województwo warmińsko-mazurskie)
Doliwy (niem. Doliwen) – wieś w Polsce położona w województwie warmińsko-mazurskim, w powiecie oleckim, w gminie Olecko.
W latach 1975–1998 miejscowość administracyjnie należała do województwa suwalskiego.
Wieś powstała na prawie lennym w wyniku osadnictwa niemieckich rodzin szlacheckich. Zasadźca był Krzysztofow Glaubitzo, któremu w 1558 r. książę Albrecht nadał 100 włók boru oraz jeziora: Długie, Grodziskie i Kociołek. Z tego nadania powstały Doliwy i Chełchy. 
W czasie wojen polsko-szwedzkich Doliwy były w posiadaniu hrabiego Bastiana von Lehndorfa, jednakże w XVIII wieku oba majątki (w Doliwach i Chechłach) przeszły w posiadanie Dzięgielów (polska szlachta). Dokumenty z 1800 roku wymieniają w Doliwach majątek szlachecki oraz wieś. Jednoklasowa szkoła została założona między 1837 a 1840 r., i funkcjonowała do 1945 roku. Ostatni budynek szkolny zbudowany został w 1920 roku. 
Na początku XX w. grunty uprawiane przez wieś wynosiły 612 ha, w tym dwa majątki ponad sto hektarów. 
W 1938 r. wieś liczyła 235 mieszkańców. W tym czasie władze hitlerowskie w ramach akcji germanizacyjnej zmieniły nazwę wsi na Teichwalde. 
Bibliografia:
- Olecko Czasy, ludzie, zdarzenia Tekst: Ryszard Demby